# Zyzomys argurus
Zyzomys argurus är en däggdjursart som först beskrevs av Thomas 1889.  Zyzomys argurus ingår i släktet Zyzomys och familjen råttdjur. IUCN kategoriserar arten globalt som livskraftig. Inga underarter finns listade.
Arten når en kroppslängd (huvud och bål) av 85 till 100 mm och en svanslängd av upp till 125 mm. Flera exemplar har en avbruten svans. Pälsen på ovansidan har en gulbrun färg och på undersidan finns krämfärgad päls. När svansen finns kvar så är den tjockare nära bålen och vid slutet finns en hårtofs. Den tjocka delen nära bålen kan lagra fett. Hos Zyzomys argurus är bakfötterna breda med stora trampdynor för bättre rörlighet på klippor. Djurets öron är små och avrundade.
Inom arten är den genetiska variationen påfallande låg.
Detta råttdjur förekommer i norra Australien (Western Australia, Northern Territory och Queensland) med tre större och några små populationer som är avskilda från varandra. Arten vistas vanligen i klippiga regioner som kan vara täckta av gräs, buskar eller träd.
Honor kan para sig hela året och per kull föds upp till fyra ungar. Födan utgörs av frön samt i mindre mått av andra växtdelar som ibland kompletteras med insekter. De flesta ungar föds kring april under regntiden. En hona kan ha flera kullar per år. Dräktigheten varar 32 till 34 dagar och ungarna diar sin mor cirka 35 dagar. Ungarna blir könsmogna fyra till fem månader efter födelsen.